# 迪恩萊克 (明尼蘇達州)
迪恩萊克（英語：Dean Lake）是位於美國明尼蘇達州克羅溫縣的一個未組織地區。

## 地方資料
迪恩萊克的面積為47.10平方千米，當中陸地面積為43.60平方千米，而水域面積為3.50平方千米。根據2020年美國人口普查的數據，當地共有人口121人，而人口密度為每平方千米2.57人。